# Salvatore Giuliano, vita di una rosa rossa
Salvatore Giuliano, vita di una rosa rossa è uno spettacolo teatrale del 1967 diretto e interpretato da Carmelo Bene, scritto da N. Massari.